# Hanoi Hilton (film)
Hanoi Hilton (original The Hanoi Hilton) är en amerikansk krigsfilm från 1987, regisserad av Lionel Chetwynd.
Filmen utspelar sig under Vietnamkriget (1955–1975) och fokuserar på upplevelserna för amerikanska krigsfångar som hölls i det ökända fängelset Hỏa Lò i Hànội under 1960-talet och 1970-talet.

## Rollista
| Michael Moriarty    | – LCDR Williamson              |
| John Edwin Shaw     | – Mason                        |
| Ken Wright          | – Kennedy                      |
| Paul Le Mat         | – Earl Hubman                  |
| David Soul          | – Major Oldham                 |
| Stephen Davies      | – Captain Robert Miles         |
| Lawrence Pressman   | – Colonel Cathcart             |
| Doug Savant         | – Ashby                        |
| David Anthony Smith | – Gregory                      |
| Jeffrey Jones       | – Major Fischer                |
| John Vargas         | – Oliviera                     |
| Rick Fitts          | – Captain Turner               |
| John Diehl          | – Murphy                       |
| Jesse Dabson        | – Rasmussen                    |
| Bruce Fairbairn     | – Shavik                       |
| James Acheson       | – Cummins                      |
| Aki Aleong          | – Major Ngo Doc                |
| Gary Guidinger      | – Raymond                      |
| Mark Kemble         | – Jesse                        |
| Marii Mak           | – Voice of Hanoi Hilton (röst) |
| Natalie Alexander   | – Mrs. Fischer (okrediterad)   |